# Viga
Viga (Bayan ng Viga) är en kommun i Filippinerna. Kommunen ligger på ön Luzon, och tillhör provinsen Catanduanes. Folkmängden uppgår till 21 624 invånare år 2015.

## Barangayer
Viga är indelat i 31 barangayer.
| - Almojuela - Ananong - Asuncion (Pob.) - Batohonan - Begonia - Botinagan - Buenavista - Burgos - Del Pilar - Mabini - Magsaysay | - Ogbong - Osmeña - Pedro Vera (Summit) - Peñafrancia (Pob.) - Quezon - Quirino (Abugan) - Rizal - Roxas - Sagrada - San Isidro (Pob.) | - San Jose Poblacion - San Jose Oco - San Pedro (Pob.) - San Roque (Pob.) - San Vicente (Pob.) - Santa Rosa - Soboc - Tambongon - Tinago - Villa Aurora |